# Adam Ledwoń
Adam Ryszard Ledwoń (ur. 15 stycznia 1974 w Oleśnie, zm. 11 czerwca 2008 w Klagenfurcie) – polski piłkarz występujący na pozycji obrońcy lub pomocnika, w latach 1993–1998 reprezentant kraju, zdobywca Pucharu Polski (1993), a także mistrz Austrii z 2003.

## Kariera klubowa
Wychowanek klubu Małapanew Ozimek, w sezonie 1990/1991 zawodnik trzecioligowej Odry Opole. W 1991 roku przeszedł do GKS Katowice, w którego barwach 26 października zadebiutował w I lidze w wygranym 2:1 meczu z Olimpią Poznań. Pierwszego gola w najwyższej klasie rozgrywkowej strzelił 20 czerwca 1993 w spotkaniu ze Śląskiem Wrocław, przyczyniając się do zwycięstwa 4:2. Trzy dni później wraz z katowickim klubem wywalczył puchar Polski – w finałowym pojedynku tych rozgrywek z Ruchem II Chorzów wystąpił w podstawowym składzie, a w serii rzutów karnych zdobył decydującą o zwycięstwie bramkę. Ponadto z GKS dwukrotnie został wicemistrzem Polski (1992, 1994). Regularnie występował również europejskich pucharach – Pucharze Zdobywców Pucharów i Pucharze UEFA (w sezonie 1994/1995 grał m.in. w meczach z Girondins Bordeaux i Bayerem 04 Leverkusen).
W latach 1998–1999 Ledwoń był piłkarzem Bayeru 04 Leverkusen. W niemieckim klubie nie wywalczył jednak miejsca w podstawowym składzie i przez półtora roku rozegrał w Bundeslidze jedynie 10 meczów. W sezonie 1999/2000 regularnie występował w drugoligowej Fortunie Kolonia. W 2000 roku przeszedł do Austrii Wiedeń – przez następne dwa lata był jej podstawowym zawodnikiem. Dzięki rozegraniu jednego meczu na początku sezonu 2002/2003 (pojedynek z Grazer AK, w którym grał od 77. minuty) przysługuje mu tytuł mistrza Austrii. W latach 2002–2005 był zawodnikiem Admiry Wacker Mödling, następnie zaś występował w Sturmie Graz (2005–2007). W maju 2007 roku podpisał dwuletni kontrakt z Austrią Kärnten. Po raz ostatni w karierze zagrał 26 kwietnia 2008 roku w przegranym 1:3 pojedynku ze Sturmem Graz.
Od początku mistrzostw Europy w Austrii i Szwajcarii współpracował z polskimi dziennikarzami (głównie telewizji Polsat) akredytowanymi na ten turniej. 11 czerwca 2008 roku we własnym domu w Klagenfurcie popełnił samobójstwo przez powieszenie. Wcześniej wziął rozwód z żoną, z którą miał dwoje dzieci. Został pochowany 18 czerwca na cmentarzu w Radawiu koło Olesna.

## Kariera reprezentacyjna
W reprezentacji Polski zadebiutował 13 kwietnia 1993 roku w wygranym 2:1 meczu z Finlandią, w którym zmienił w 77. minucie Andrzeja Lesiaka. Przez następne trzy lata nie występował w kadrze narodowej. Powrócił do niej w sierpniu 1996, grając w towarzyskim spotkaniu z Cyprem. W 1997 roku regularnie występował w barwach narodowych. Uczestniczył w eliminacjach do mistrzostw świata we Francji (1998) – zagrał w pięciu pojedynkach, a w meczu z Gruzją strzelił gola, przyczyniając się do zwycięstwa 4:1. Po raz ostatni w reprezentacji Polski wystąpił 22 kwietnia 1998 roku w spotkaniu z Chorwacją.

### Mecze i gole w reprezentacji
| Mecze i gole w reprezentacji | Mecze i gole w reprezentacji | Mecze i gole w reprezentacji | Mecze i gole w reprezentacji | Mecze i gole w reprezentacji | Mecze i gole w reprezentacji | Mecze i gole w reprezentacji |
| #                            | Data                         | Miasto                       | Przeciwnik                   | Gol                          | Wynik                        | Rozgrywki                    |
| ---------------------------- | ---------------------------- | ---------------------------- | ---------------------------- | ---------------------------- | ---------------------------- | ---------------------------- |
| 1.                           | 13.04.1993                   | Radom                        | Finlandia                    |                              | 2:1                          | towarzyski                   |
| 2.                           | 27.08.1996                   | Bełchatów                    | Cypr                         |                              | 2:2                          | towarzyski                   |
| 3.                           | 04.09.1996                   | Zabrze                       | Niemcy                       |                              | 0:2                          | towarzyski                   |
| 4.                           | 14.02.1997                   | Ayia Napa                    | Litwa                        |                              | 0:0                          | towarzyski                   |
| 5.                           | 15.02.1997                   | Ayia Napa                    | Cypr                         |                              | 3:2                          | towarzyski                   |
| 6.                           | 17.02.1997                   | Dherynia                     | Łotwa                        |                              | 3:2                          | towarzyski                   |
| 7.                           | 26.02.1997                   | Goiânia                      | Brazylia                     |                              | 2:4                          | towarzyski                   |
| 8.                           | 02.04.1997                   | Chorzów                      | Włochy                       |                              | 0:0                          | el. MŚ 1998                  |
| 9.                           | 30.04.1997                   | Neapol                       | Włochy                       |                              | 0:3                          | el. MŚ 1998                  |
| 10.                          | 22.05.1997                   | Sztokholm                    | Szwecja                      |                              | 2:2                          | towarzyski                   |
| 11.                          | 31.05.1997                   | Chorzów                      | Anglia                       |                              | 0:2                          | el. MŚ 1998                  |
| 12.                          | 14.06.1997                   | Katowice                     | Gruzja                       | Gol                          | 4:1                          | el. MŚ 1998                  |
| 13.                          | 06.09.1997                   | Warszawa                     | Węgry                        |                              | 1:0                          | towarzyski                   |
| 14.                          | 24.09.1997                   | Olsztyn                      | Litwa                        |                              | 2:0                          | towarzyski                   |
| 15.                          | 11.10.1997                   | Tbilisi                      | Gruzja                       |                              | 0:3                          | el. MŚ 1998                  |
| 16.                          | 25.02.1998                   | Ramat Gan                    | Izrael                       |                              | 0:2                          | towarzyski                   |
| 17.                          | 25.03.1998                   | Warszawa                     | Słowenia                     |                              | 2:0                          | towarzyski                   |
| 18.                          | 22.04.1998                   | Osijek                       | Chorwacja                    |                              | 1:4                          | towarzyski                   |